# TV Hofheim
Der Turnverein von 1860 Hofheim ist ein 1860 gegründeter Sportverein in Hofheim am Taunus (Rhein-Main-Gebiet). Der Verein besteht aus elf Abteilungen.

## Geschichte
(Quelle: TV Hofheim)
Der Turnverein von 1860 Hofheim wurde im Jahr 1860 aus Anlass des Ersten Deutschen Turn- und Jugendfestes in Coburg gegründet. Mit Eigenmitteln wurde 1874 ein Turnplatz und 1897 eine Turnhalle eingerichtet.
Die Aktivitäten wurden 1899 durch eine Gesangsriege und 1910 durch Frauenturnen und einen Spielmannszug ergänzt. Nach dem Ersten Weltkrieg wurden Fechten, Leichtathletik, Tischtennis und Handball als Vereinssportarten eingeführt.
Beim 14. Deutschen Turnfest in Köln (1928) errang der Hofheimer Heini Heinemann im Zwölfkampf den Siegerkranz.
Auch nach der Gleichschaltung (1933) im Reichsbund für Leibesübungen war der Verein weiter aktiv. So wurde zwar der Spielmannszug 1935 aufgelöst, aber 1936 wurde eine Faustballabteilung gegründet. Die Einberufung vieler Mitglieder ab 1939 und behördliche Anordnungen 1943: Abtretung der Turnhalle an kriegswichtige Produktion und Einstellung des Wirtschaftsbetriebes, waren gravierende Einschnitte.
1945 wurde der Verein von der Besatzungsmacht aufgelöst und sein Vermögen eingezogen, jedoch trat die Gesangsriege bereits im Jahr darauf wieder auf. Der Verein gründete sich 1947 wieder und erhielt sein Vermögen und die Turnhalle zurück.
In der Folge modernisierte sich der Verein schrittweise. Einige Abteilungen wurden geschlossen, z. B. die Gesangsriege, und neue kamen hinzu: Freizeit- und Breitensport, Mutter-und-Kind-Turnen, Seniorensport, Basketball, Gymnastik, Koronar-Sportgruppe, Wanderabteilung, Wirbelsäulengymnastik, Badminton, Wassergymnastik und Nordic Walking.
Im Jahr 2010 feierte der Verein sein 150-jähriges Bestehen. Gleichzeitig beschloss die Stadt Hofheim den Bau einer neuen Turn- und Sporthalle.

## Badminton
Die Badmintonabteilung wurde im Jahr 2000 gegründet. Den größten Erfolg der Vereinsgeschichte erzielte der TV Hofheim in der Saison 2021/22 mit dem Meistertitel in der 2. Badminton-Bundesliga Süd. Auf den damit verbundenen Aufstieg in die Bundesliga wurde verzichtet. Nach der Saison 2022/23 erfolgte der Abstieg in die Regionalliga Mitte. Seit der Saison 2024/25 spielt der TV Hofheim wieder in der 2. Badminton-Bundesliga in der Staffel Süd.

### Aktuelle Spieler
Aktuelle Spieler des TV Hofheim sind Mareike Bittner, Anika Dörr, Sandra Schaub, Sara Niemann, Johannes Grieser, Karl Nagel, Lukas Vogel, Sebastian Grieser, Simon Discher, Sebastian Kelch, Laurin Witt und David Schäfer.

### Erfolge
- 2023/24: Meister Regionalliga Mitte und Aufstieg in die 2. Bundesliga[2]

- 2021/22: Meister 2. Bundesliga Süd[2]

## Handball
Die Handball-Mannschaften werden zusammen mit der TuS Kriftel gebildet und im männlichen Bereich unter dem Namen MSG Schwarzbach geführt.
Die weibliche A-Jugend spielt in der Regionalliga (Stand Saison 2025/26).
Die mC JSG Schwarzbach spielt in der Regionalliga 1 des HHV (Stand Saison 2024/25).
Die weibliche C-Jugend der TuS Kriftel spielt in der Regionalliga 1 des HHV (Stand Saison 2024/25) und wurde Hessens dritter.